# レジナルド・フォーチュン
レジナルド・フォーチュンは、イギリスの推理作家ヘンリー・クリストファー・ベイリー（H・C・ベイリー）の作品に登場する架空の医者・探偵。
本業は医者で非常な美食家である。血色がよくまん丸とした体の上にのっている童顔は50歳にもかかわらず25歳程度にしか見えない。ある事件を解決した由縁でロンドン警視庁犯罪捜査部の顧問として事件を解決していくこととなった。その推理法は鋭い直感力をもとにするものでブラウン神父の系統に近い。犯罪者に対しては法の裁きを受けさせず、自らの手で処罰することもある。この傾向は、フォーチュンの他にベイリーが産み出した弁護士探偵ジョシュア・クランクに通じるものがある。科学に全幅の信頼を置いているわけではなく推理にはあらゆる知識が必要というのが持論。妻と娘がいる。

## 長編
- 1934年 壁に映る影　 Shadow on the Wall
- 1937年 ブラックランド、ホワイトランド （白亜の海岸、黒い肥沃地）Black Land, White Land
- 1939年  The Great Game
- 1940年 僧正の犯罪 The Bishop's Crime
- 1942年  No Murder
- 1943年  Mr. Fortune Finds a Pig
- 1944年  The Cat's Whisker

## 短編集
- 1920年 フォーチュン氏を呼べ Call Mr. Fortune
  - 大公殿下の紅茶 (The Archduke's Tea)
  - 付き人は眠っていた (The Slleping Companion)
  - 気立てのいい娘 (The Nice Girl)
  - ある賭け (The Efficient Assassin)
  - ホッテントット・ヴィーナス (The Hottentot Venus)
  - 几帳面な殺人 (The Business Minister)
- 1923年 フォーチュン氏の演習 Mr. Fortune's Practice
  - アスコットの悲劇(The Ascot Tragedy)
- 1923年 フォーチュン氏の出番 Mr. Fortune, Please
  - 血塗られた砂利(The Painted Pebbles)
- 1932年 フォーチュン氏の事件 Case for Mr. Fortune
  - ギリシア悲劇 (The Greek Pray)
- 1935年 フォーチュン氏の標的 Mr. Fortune Objects
  - 天使の目　(The Angel's Eye)
  - 豪華な晩餐　(The Wrong Dinner)
  - 黄色いなめくじ　(The Yellow Slug)[1]